# Faro di Piedras Blancas
Il faro di Piedras Blancas è un faro situato a Point Piedras Blancas, a circa 8,5 km ad ovest di San Simeon, in California. Fa parte del California Coastal National Monument dal 2017.
Il faro è stato acceso il 15 febbraio 1875. Originariamente alto 30 metri, è stato poi ridotto a 21 metri il 31 dicembre 1948, a causa delle continue scosse di terremoto che affliggono la zona. Nel 1906 fu equipaggiato con una sirena. È stato automatizzato nel 1975. La sua portata è di 21 miglia nautiche (circa 39 km).